# بيتينا تيانا
بيتينا تيانا (ولدت باسم بيتي ناسالي، 10 نوفمبر 1993) هي مُذيعة وممثلة وعارضة ومصممة أزياء أوغندية. معروفة باستضافتها لبرامج تلفزيونية مثل «صوت الشباب» و«هلّا واعدتني؟» و«مشروع الموضة». كما لعبت دورًا رئيسيًا (دور رونا) في المسلسل التلفزيوني «النُزل».

## مسيرتها المهنية الفنية
بدأ تيانا مسارها المهني في شبكة إن بي إس التلفزيونية في سن ال 15 كمُقدمة لبرنامج صوت الشباب. وقدمت لاحقًا برنامجًا تلفزيونيًا عن وساطة الزواج يُدعى «هلاّ واعدتني؟» في 2015 على محطة إن أي في أوغندا، لتحل محل أنيتا فابيولا، كما تُقدم عرضًا للأزياء يُدعى «مشروع الموضة» منذ 2017. حصلت تيانا على أول دور تمثيلي لها وذلك في دور رونا، «الفتاة الشريرة» في المسلسل التلفزيوني الأوغندي «النُزل» في موسمه الرابع والأخير.
قدمت تيانا حدث السجادة الحمراء في مؤتمر الرابطة الأوغندية لأمريكا الشمالية في واشنطن العاصمة، لتصبح أول أوغندية تُقدم الحدث. وهي أيضًا عارضة أزياء، منذ أن وقعت عقدًا مع مجموعة الصناعات الإبداعية في 2017. وأجرت أول جلسة تصوير لها في باريس.

## حياتها الشخصية
حصلت تيانا على شهادة جامعية في الإعلام من جامعة كافنديش. وكانت قد التحقت سابقًا للحصول على درجة علمية في إدارة الموارد البشرية في كلية إدارة الأعمال بجامعة ماكيريري، لكنها تركتها لمتابعة دراسة الإعلام.